# Shenzhen Broadcasting Center Building
Shenzhen Broadcasting Center Building (chiń. 深圳郵電信息樞紐中心大廈; pinyin Shēnzhèn Yóudiàn Xìnxī Shūniǔ Zhōngxīn Dàshà) – wieżowiec w Shenzhen, w prowincji Guangdong, w Chińskiej Republice Ludowej, o wysokości 241 metrów. Budynek został otwarty w 2001 i liczy 48 kondygnacji.